# Битва при Гёльхайме
Битва при Гёльхайме (нем. Schlacht bei Göllheim, Schlacht auf dem Hasenbühl) — сражение между претендовавшим на титул императора Священной Римской империи герцогом Австрии Альбрехтом I и императором Адольфом, произошедшее 2 июля 1298 года. Закончилось победой Альбрехта и гибелью Адольфа.

## Предыстория
После смерти Рудольфа I в Гермерсхайме 15 июля 1291 года его сын Альберт I должен был стать наиболее подходящим наследником престола Священной Римской империи. Однако недостойный характер Альберта и его плохие отношения с вассалами встревожили курфюрстов. Однако в основном они боялись слишком сильной королевской власти сына бывшего короля Рудольфа I, который контролировал одну из сильнейших внутренних опор власти в империи. В следующем году на имперском сейме под Франкфуртом было решено избрать императором двоюродного брата одного из курфюрстов — графа Нассау Адольфа. Хотя Альберт признал избрание, он замышлял против него заговор. Став правителем Германии, Адольф решил создать свою собственную базу власти и попытался захватить Тюрингию и Мейсен у Веттинов. Поскольку он неоднократно злоупотреблял своей королевской прерогативой, Адольф был изгнан курфюрстами с трона. Однако Адольф, защищая свои королевские права, пошел в поход против австрийцев.
Альберт уже выполнил просьбу курфюрста и архиепископа Майнца Герхарда II фон Эппштейна двинуться к Рейну и вступить в бой с Адольфом, который выступил против войск Альберта с собственной сильной армией. Перед решающим сражением под Ульмом и Брайзахом Альберт избегал войск Адольфа, которые намеревались остановить его продвижение на запад. Затем Альберт продвинулся на север через долину Верхнего Рейна в сторону Майнца. Армия Альберта включала контингенты из владений Габсбургов, Венгрии, Швейцарии и княжества-епископства Констанца, она вступила в укрепленный город Альцай и захватившие замок. Альберт получил известие о низложении Адольфа 23 июня 1298 года.
Адольф подошел из имперского города Вормс, чтобы освободить замок Альцай. Его силы состояли из контингентов из Таунуса, Курпфальца, Франконии, Нижней Баварии, Эльзаса и Санкт-Галлена.

## Битва

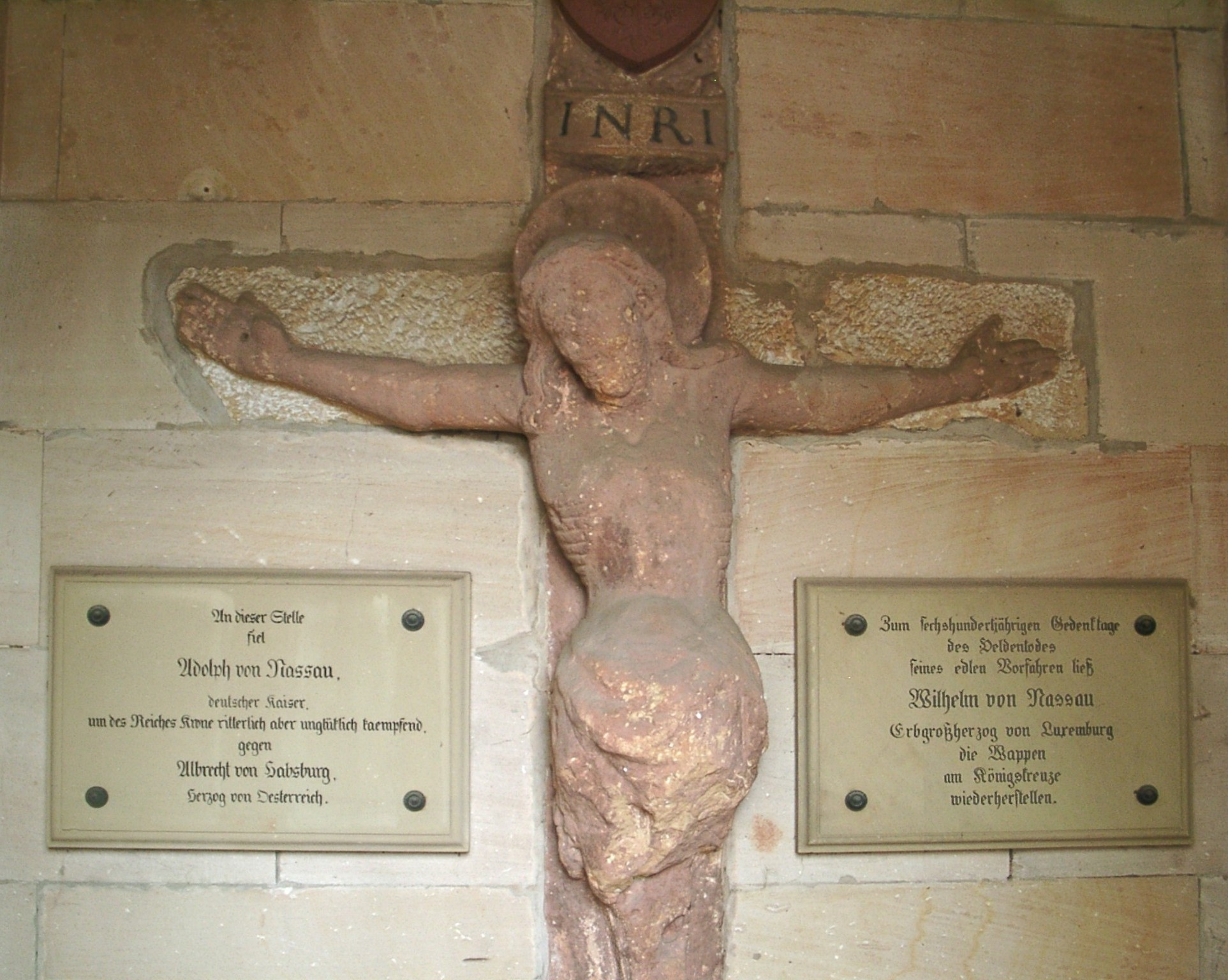
Королевский кросс, установленный на поле битвы.

Сначала Альберт избегал столкновения, но затем, 2 июля 1298 г., разместил свои войска на стратегически выгодной позиции на Хазенбюле, холме недалеко от Гёлльхейма в 20 км. к югу от Альцей между Кайзерслаутерном и Вормсом, недалеко от массива Доннерсберг.
Иоганн фон Гайсель описывает ход битвы в своей монографии 1835 года «Битва при Хазенбюле и Королевский крест в Гёлльхейме». Битва шла в трёх схватках, продлившись с утра до полудня. Исход оставался нерешенным в течение многих часов и, даже после смерти Адольфа закончилась не сразу. В итоговой схватке Адольф бросился в атаку и был убит, возможно — аристократом Георгом Раугравом. После этого большая часть армии Адольфа бежала, в то время как оставшиеся продолжали бой, пока не узнали о смерти Адольфа. Согласно монографии Гайселя, на проигравшей стороне погибло 3 тыс. боевых лошадей, у победителей дела обстояли ненамного лучше.
Результат битвы обычно рассматривался как суд Божий. Тем не менее Альберт настоял на официальных выборах курфюрстами во Франкфурте 27 июля 1298 года. Когда королевская власть вернулась к Габсбургам, конфликты интересов между князьями и королем продолжались.
Вдова Адольфа Имажина фон Изенбург-Лимбург была свидетелем переноса императором Генрихом VII в 1309 году гроба её мужа из аббатства Розенталь в Шпейерский собор. Там он был похоронен вместе со своим соперником Альбертом, убитым в 1308 году собственным племянником Иоганном. Она установила памятный крест на поле битвы недалеко от Гёлльхейма, выполненный в стиле ранней готики. В XIX в. вокруг него была построена часовня, которая сохранилась до наших дней.